# Mourad Ouari
Mourad Ouari (Den Haag, 1990) is een Nederlandse sociaal ondernemer en jongerenwerker. Hij zet zich in voor de persoonlijke ontwikkeling, empowerment en integratie van allochtone jongeren, arbeidsmigranten en multiculturele werkzoekenden in Nederland. 

## Biografie
Ouari werd geboren in Den Haag als zoon van Marokkaanse ouders en groeide op in de Haagse Schilderswijk. Hij volgde de opleiding bedrijfseconomie aan de Haagse Hogeschool, waar hij in 2014 afstudeerde. 

### Ondernemingen
Na zijn studie solliciteerde hij naar meer dan honderd banen, maar werd naar eigen zeggen steeds afgewezen. Hij vermoedde dat zijn afkomst en achternaam een rol speelden bij de discriminatie op de arbeidsmarkt. Hij besloot toen om voor zichzelf te beginnen en richtte in 2015 de stichting StartUpYourLife op, een platform voor jongeren die hun eigen bedrijf willen starten of hun talenten willen ontwikkelen.
In 2016 startte hij ook Coach’EmUp, een sociale organisatie voor kinderen, jongeren en volwassenen die hulp, begeleiding en ondersteuning nodig hebben op verschillende gebieden van hun leven, zoals jeugdhulp, persoonlijke begeleiding of re-integratie. In 2018 lanceerde hij HireUp, een uitzendbureau dat zich richt op arbeidsmigranten uit Oost-Europa die in Nederland werken, door deze doelgroep te helpen met het vinden van passend werk, het leren van de taal en het opbouwen van een netwerk.

### Haagse gemeenschap
Ouari is actief betrokken bij de Haagse gemeenschap. Met zijn initiatief 'Niet Hangen Maar Helpen' heeft hij zich samen met Haags jongerenambassadeur Aad van Loenen ingezet voor Haagse bijstandswijken door tijdens de coronapandemie jongeren te motiveren om actief deel te nemen aan maatschappelijke activiteiten. Het initiatief was gericht op het omzetten van passiviteit in positieve actie, waarbij jongeren werden aangemoedigd om hun tijd en energie te investeren in handelingen die niet alleen hun eigen leven verrijken, maar ook een bijdrage leveren aan de gemeenschap. Dit in de vorm van het maken van voedselpakketten voor degenen die het hard nodig hadden.
 

Ook is Ouari voorzitter van het comité Herstel van Vertrouwen, dat zegt op te komen voor inwoners van de Schilderswijk die zeggen slachtoffer te zijn van discriminatie of politiegeweld.